# Diane Broeckhoven
Diane Broeckhoven (ur. 4 marca 1946 w Antwerpii) – flamandzka pisarka i dziennikarka.

## Życiorys
Broeckhoven urodziła się i wychowała w Antwerpii. Po zakończeniu edukacji podjęła w 1967 r. pracę w belgijskiej gazecie De Standaard. W 1970 r,. przeprowadziła się do Haarlemu (Holandia), gdzie mieszkała przez trzydzieści lat zajmując się dziennikarstwem i pisaniem książek. Do rodzinnego miasta wróciła w 2000 r.
Diane Broeckhoven jest autorką powieści skierowanych głównie do młodego czytelnika. Wśród jej powieści młodzieżowych część podejmuje tematykę niezbyt często występującą w tym gatunku, dotyczy to m.in. kwestii związanych ze śmiercią (w powieści Een dood vogeltje 1986), ciężką chorobą (Kristalnacht, 1997) czy adopcją dzieci z tzw. trzeciego świata.
Prócz powieści młodzieżowych, Broeckhoven pisze również utwory przeznaczone dla czytelnika dorosłego. Duży rozgłos zdobyła sobie powieścią De buitenkant van Meneer Jules, która stała się bestsellerem na niemieckim rynku księgarskim, została również przełożona na język koreański, japoński, hiszpański, kataloński. Książka ta ukazała się również w przekładzie na język polski jako Jeden dzień z panem Julesem (przetłumaczyła Karolina Sidowska, Wydawnictwo Galaktyka, Łódź 2008).

## Twórczość

### Powieści młodzieżowe
- 1980: Dagboekje van Matthijs
- 1981: Als een lopend vuurtje
- 1982: De waterlanders
- 1984: Grapje van Silvester
- 1986: Een dood vogeltje
- 1989: Buitengewoon gewoon
- 1991: Mijn vader is zo gek nog niet
- 1992: Schipper mag ik overvaren?
- 1993: Bruin zonder zon
- 1995: Een soort zusje
- 1996: De taxidermist
- 1997: Kristalnacht
- 1998: Jacobs laddertje
- 1999: Een god met warme handen
- 2002: Woensdag weegdag
- 2004: Zwanendrift

### Powieści dla dorosłych
- 1998: Het verkeerde keelgat
- 2001: De buitenkant van Meneer Jules
- 2002: Voor altijd de jouwe
- 2004: Eens kind, altijd kind
- 2006: Reiskoorts
- 2007: Mise en Bouteille
- 2009: Kruisweg
- 2010: Vergrijzing